# خراب العاشق
خراب العاشق قرية سوريّة تتبع إداريّاً لمحافظة حلب منطقة عين العرب ناحية الجلبية، بلغ تعداد سكانها 305 نسمة حسب التعداد السكاني لعام 2004.